# Cryptoprocta
Genre
Cryptoprocta est un genre de mammifère carnivore vivant à Madagascar.

## Liste des espèces
- Cryptoprocta ferox - le fossa
- † Cryptoprocta spelea - le « fossa géant »

#### GenreCryptoprocta
- (en) Mammal Species of the World (3e  éd., 2005) :  Cryptoprocta
- (fr + en) ITIS : Cryptoprocta  Bennett, 1833
- (en) Animal Diversity Web : Cryptoprocta
- (en) NCBI : Cryptoprocta (taxons inclus)

#### Autre lien externe
- http://www.iucnredlist.org/apps/redlist/details/136456/0